# Chaz Bono
Chaz Salvatore Bono nato Chastity Sun Bono (Los Angeles, 4 marzo 1969) è un attore, musicista, scrittore e personaggio televisivo statunitense, nonché un attivista dei diritti umani e dei diritti degli omosessuali. È inoltre noto come figlio delle popstar Sonny Bono e Cher.
Nel 2009 ha annunciato pubblicamente il fatto di identificarsi come persona transgender e la decisione definitiva di intraprendere il percorso di transizione. La sua transizione è iniziata nel 2008 con la terapia ormonale. Nel maggio 2010 ha cambiato legalmente genere e nome da Chastity Sun a Chaz Salvatore.
Nel 1995, mentre si identificava ancora come donna, e alcuni anni dopo che la stampa scandalistica gli facesse outing come lesbica, Bono si identificò pubblicamente come tale in un articolo di copertina del principale mensile americano  gay, The Advocate. Successivamente Bono discusse il processo del coming out a sé stessi e al prossimo in due libri. Family Outing: A Guide to the Coming Out Process for Gays, Lesbians, and Their Families (1998) comprende il suo racconto del suo coming out. The End of Innocence (2003) descrive il suo outing, la sua carriera musicale, nonché la morte della sua partner, Joan, a causa di un  linfoma non hodgkin.
Fra il 2008 e il 2010, Bono si sottopose alla  transizione di genere da femminile a maschile. Uno speciale in due parti di Entertainment Tonight del giugno 2009 illustra come la sua transizione fosse iniziata l’anno prima. Nel maggio 2010, Bono ha cambiato legalmente il suo genere e il suo nome.
Un documentario sull’esperienza di Bono, Becoming Chaz, fu presentato al Sundance Film Festival nel 2011 e fece in seguito il suo debutto televisivo su Oprah Winfrey Network.
Partecipò anche al Celebrity Fit Club 3 di VH1, uno show per celebrità che controlla la loro perdita di peso. Ha partecipato al programma dopo aver espresso la volontà di perdere peso e di smettere di fumare.

## Il coming out prima della transizione

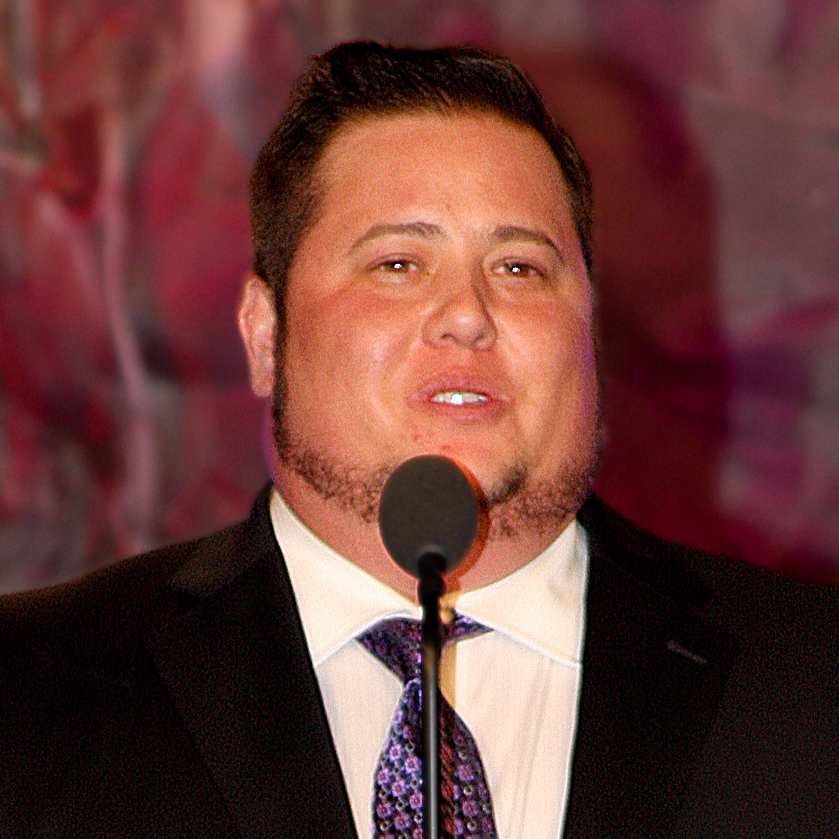
Chaz Bono ai GLAAD Awards 2012

Il rapporto con la sua percepita omosessualità, quando Bono si identificava ancora come donna, non è stato facile fin dall'inizio, poiché subì l'outing da parte della rivista Stars nel gennaio 1990. Tuttavia, dopo questo episodio traumatico, Bono ha accettato rapidamente la sua dimensione di personaggio pubblico omosessuale, al punto da diventare un militante dei diritti LGBT: come tale è apparso su varie pubblicazioni statunitensi, tra le quali le copertine dei periodici gay Out e The Advocate. In seguito alla sua transizione di genere, Bono si è identificato come maschio transgender eterosessuale.
Bono è anche un attivo militante della Gay & Lesbian Alliance Against Defamation e della Human Rights Campaign. Nonostante questo impegno, Chaz Bono è stato però criticato dalla comunità gay statunitense quando ha fatto commenti riguardo alla serie televisiva Ellen, che aveva per protagonista l'attrice dichiaratamente lesbica Ellen DeGeneres. In particolare Bono aveva affermato che lo show era "troppo gay". Ciò ha portato a illazioni sul fatto che Bono avrebbe avuto un'avversione contro la sua stessa identità, cosa che l'interessato ha però sempre veementemente negato.

## La famiglia

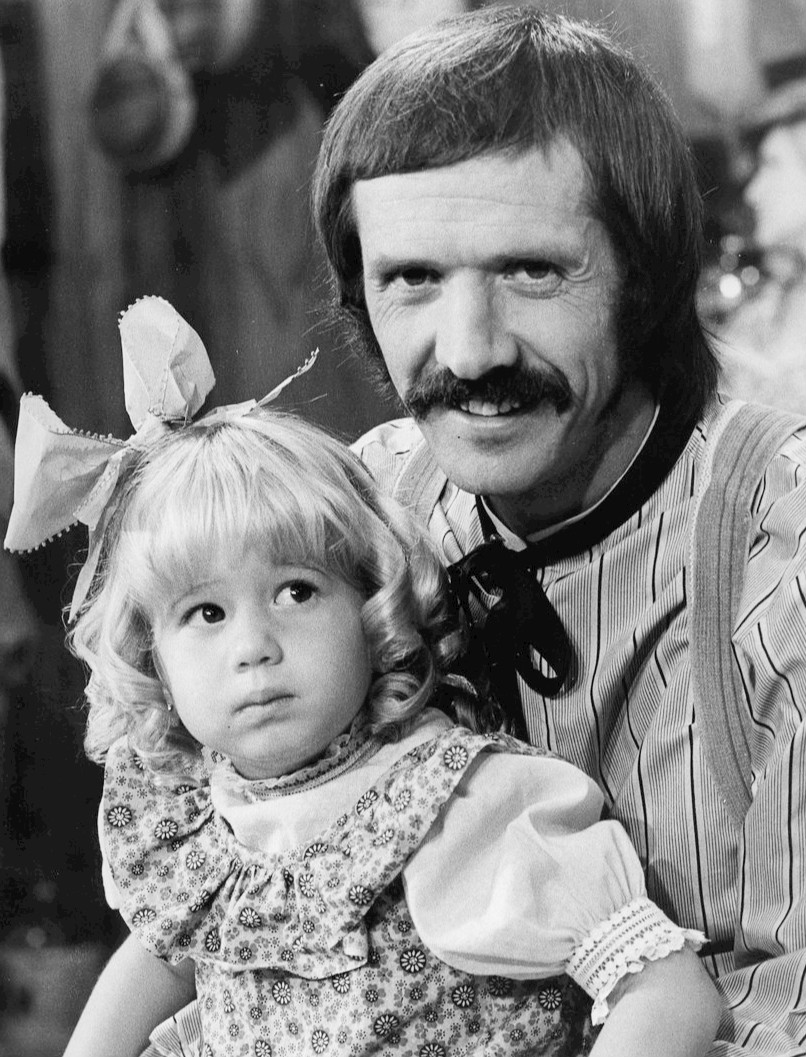
Chaz Bono con Sonny Bono nel 1974

Nel suo primo libro Family Outing (un gioco di parole tra un'uscita in famiglia e dichiararsi alla famiglia) Bono ha sorpreso molti rivelando che, quando ha fatto coming out con la madre, Cher si è trovata piuttosto a disagio per la notizia, nonostante il suo status di icona gay. Viceversa, quando diede la notizia al padre, Sonny Bono (nonostante la sua immagine pubblica di maschio  eterosessuale e politico conservatore) non solo non creò problemi, ma gli rivelò di saperlo già.

## Filmografia

### Cinema
- 3 from Hell, regia di Rob Zombie (2019)

### Televisione
- Ellen – serie TV, episodio 4x23 (1997)
- Degrassi: The Next Generation – serie TV, episodio 12x28 (2012)
- La vita segreta di una teenager americana (The Secret Life of an American Teenager) – serie TV, episodio 5x13 (2013)
- RuPaul's Drag Race (sesta edizione) - reality show, episodio 9x6 (2014)
- Beautiful (The Bold and the Beautiful) – soap opera, 5 episodi (2016)
- American Horror Story – serie TV, 13 episodi (2016-2017)
- Curb Your Enthusiasm – serie TV, episodio 10x10 (2020)

## Doppiatori italiani
Nelle versioni in italiano dei suoi film, Chaz Bono è stato doppiato da:
- Andrea Contaldo in American Horror Story

## Opere
- Family Outing: A Guide to the Coming Out Process for Gays, Lesbians, and Their Families (con Billie Fitzpatrick) (1998)
- The End of Innocence: A Memoir (con Michele Kort) (2003)

### Annotazioni
1. ↑  ai tempi Chastity Bono

### Fonti
1. ↑   La figlia di Cher e Bono, Chastity, attivista del movimento lesbiche cambierà sesso [collegamento interrotto], su unionesarda.ilsole24ore.com. URL consultato il 20 giugno 2009.
2. ↑  (EN) Chaz Bono granted gender and name change, su entertainment.blogs.foxnews.com, 6 maggio 2010. URL consultato il 26 gennaio 2022 (archiviato dall'url originale il 6 gennaio 2015).